# Bokowo-Chrustalne
Bokowo-Chrustalne (ukr. Боково-Хрустальне) – miasto na Ukrainie, w obwodzie ługańskim.

## Demografia
- 1989 – 18 162[2][3]
- 2013 – 11 878[4]
- 2014 – 11 731[1]

## Historia
W 1954 roku z połączenia kilku osiedli robotniczych funkcjonujących wokół kopalni węgla kamiennego, powołano osiedle typu miejskiego Wachruszewe. Nazwę nadano od nazwiska Wasilija Wachruszewa, ministra przemysłu węglowego ZSRR.
W 1963 roku nadano prawa miejskie.
Od rozpoczęcia konfliktu w Donbasie w 2014 miasto jest pod kontrolą prorosyjskich separatystów z samozwańczej Ługańskiej Republiki Ludowej.
12 maja 2016 roku zmieniło nazwę na Bokowo-Chrustalne.